# Ірганайська ГЕС
Ірганайська ГЕС — гідроелектростанція в Дагестані. Знаходячись між Гоцатлінською ГЕС (вище за течією) та Чиркейською ГЕС, входить до складу каскаду у сточищі річки Сулак (басейн Каспійського моря).
У межах проєкту річку Аварське Койсу (правий витік Сулаку) перекрили кам'яно-накидною греблею з асфальтобетонним ядром висотою 101 м та довжиною 313 м. Вона утворила витягнуте по долині річки на 21 км водосховище з площею поверхні 18 км² та об'ємом 601 млн м³ (корисний об'єм 371 млн м³), у якому припустиме коливання рівня в операційному режимі між позначками 520 та 547 метрів НРМ (під час повені — до 548,4 метра НРМ). 
Зі сховища під правобережним гірським масивом прокладено дериваційний тунель довжиною 5,2 км із діаметром 7,5 м, який переходить у напірний водовід довжиною 0,26 км, котрий розгалужується на два довжиною по 0,19 км із діаметрами 5 м.
Основне обладнання станції становлять дві турбіни типу Френсіс потужністю по 200 МВт. Вони працюють при напорі 168 м та забезпечують виробництво 1280 млн кВт·год електроенергії на рік.
Видача продукції відбувається по ЛЕП, розрахованим на роботу під напругою 330 кВ та 110 кВ.